# Marcelo Oliveira Ferreira
Marcelo Oliveira Ferreira, detto Marcelo Oliveira (Salvador, 29 marzo 1987), è un ex calciatore brasiliano, di ruolo centrocampista.

## Carriera

### Club
Cresciuto nelle giovanili del Corinthians, Marcelo Oliveira si mise in evidenza nel Campionato Paulista 2007 giocando nel Paulista di Jundiaí. Nel luglio 2007 venne richiamato alla società di origine per volere del tecnico Paulo César Carpegiani; segnò la sua prima rete contro l'América de Natal, in una partita del Campeonato Brasileiro Série A 2007; durante quello stesso torneo, il giocatore si è gravemente infortunato, e fino al 2009 non è più tornato sui campi da gioco. Il 21 maggio 2011 passa in prestito all'Atlético Paranaense fino al 31 dicembre 2011 dal Corinthians.

## Palmarès

### Club

#### Competizioni statali
- Campionato paulista: 1

Corinthians: 2009

#### Competizioni nazionali
- Campionato brasiliano di seconda divisione: 1

Corinthians: 2008
- Coppa del Brasile: 2

Corinthians: 2009
Gremio: 2016

#### Competizioni internazionali
- Coppa Libertadores: 1

Grêmio: 2017
- Recopa Sudamericana: 1

Grêmio: 2018